# Lac Toho
Le lac Toho est un lac du sud-ouest du Bénin, situé à proximité des localités de Houin, Kpinnou et Kpénou. Il a la forme d'un croissant orienté sud-nord. Il s'étend sur 9,6 km2 à l'étiage et de 15 km2 en période de crue.

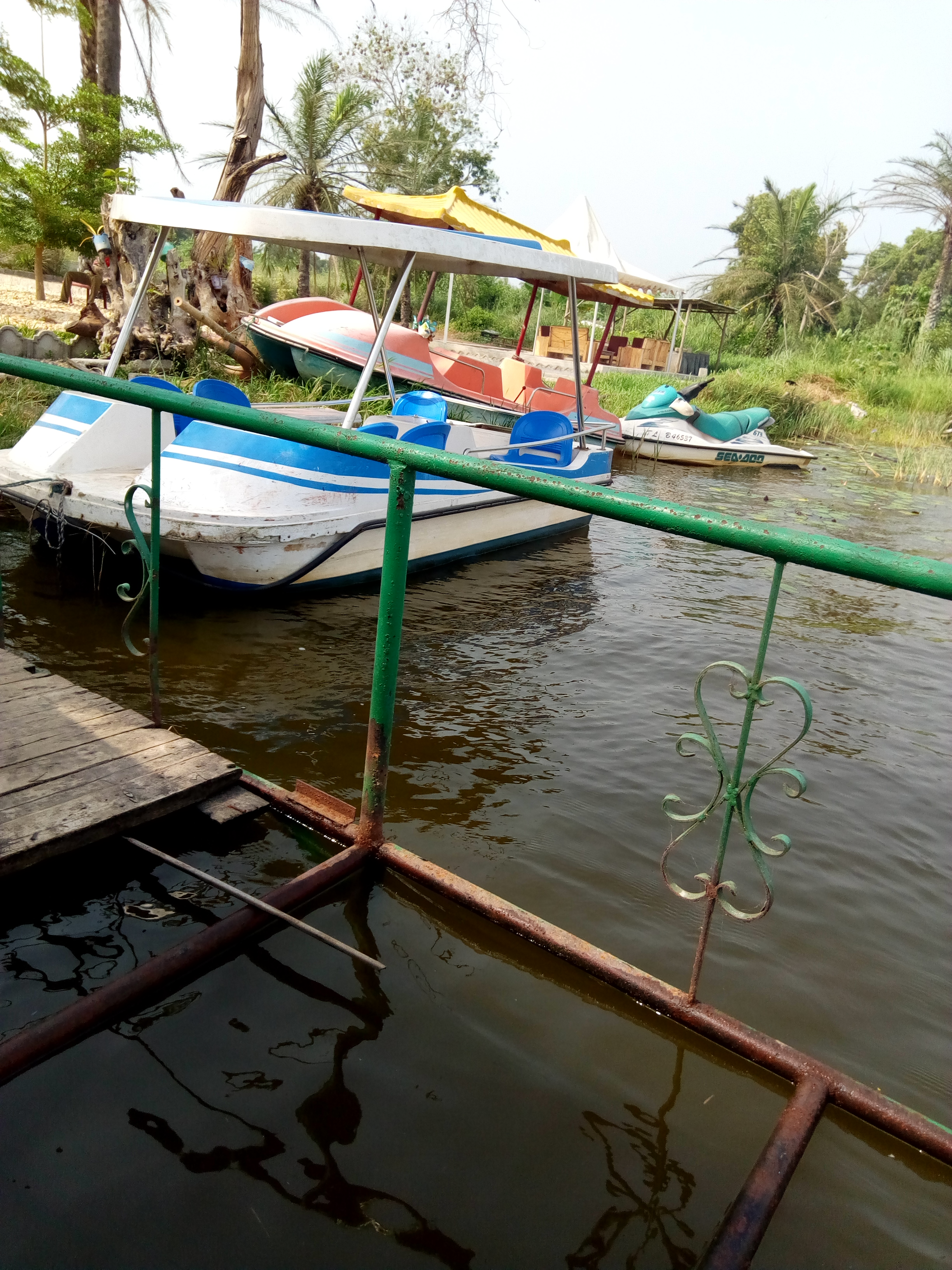
Le tourisme sur le Lac Toho.

Le lac Toho représente la principale ressource en eau de surface de l’arrondissement de Houin. Le pouvoir traditionnel instaure autrefois une réglementation stricte de la pêche, soutenue par l’autorité de sept fétiches. La disparition du dernier hippopotame du lac, combinée à des facteurs tels que les conflits entre groupes et l’augmentation de la population, entraîne une exploitation désordonnée des ressources du lac.
En parallèle du système traditionnel de gestion, devenu inefficace, un dispositif administratif décentralisé existe sous la forme des Comités des Pêches, reconnus légalement par arrêté interministériel. Cependant, en raison de dysfonctionnements, ceux du lac Toho ne remplissent pas correctement leur mission et sont suspendus. Ces défaillances contribuent à un accès libre aux ressources, entraînant de graves atteintes à l’écosystème du lac.
Dans l'arrondissement de Houin, quelques initiatives privées visent à valoriser les rives du lac, notamment par la création de fermes piscicoles destinées à l’élevage et à la commercialisation de poissons.

## Hydrologie
Le lac Toho et le lac Togbadji sont les deux plus importants lacs de la périphérie de la vallée alluviale du bassin du Mono et de la Sazué. Cette vallée alluviale est caractérisée par un réseau hydrographique dégradé et complexe.
Le lac Toho a trois principaux tributaires : le Diko, l'Akpatohoun et le chenal de Kpacohadji qui joue à la fois les rôles de tributaire et d'exutoire. Le Diko et l'Akpatohoun alimentent le lac, qui, une fois son niveau supérieur à celui de la Sazué, alimente à son tour cette dernière.

## Écologie
En mai 2018, les populations assistent à la mort de plusieurs dizaines de milliers de poissons du lac. Une équipe d'experts est dépêchée sur les lieux le 21 mai 2018. Le 22 mai 2018, un arrêté préfectoral a été pris, interdisant toute exploitation (pêche, commercialisation, consommation) des produits provenant du lac. Les autorités du Togo annoncèrent à leur tour, le 24 mai, l'interdiction d'importation de toute cargaison de poissons en provenance du Bénin, non accompagnée de certificat sanitaire.
Les résultats des études des experts publiés le 29 mai 2018 à Cotonou, sur la base de prélèvements de sédiments, d'eau du lac et de chairs de poissons morts, concluent que les eaux du lac n'ont pas été contaminées par un produit extérieur. L'équipe soupçonne une intoxication d'origine endogène au lac, arrivée par infiltration souterraine.

### Note
- (fr) Cet article est partiellement ou en totalité issu de l’article de Wikipédia en français intitulé « Lac Toho » (voir la liste des auteurs).